# Platypalpus laestadianorum
Platypalpus laestadianorum är en tvåvingeart som först beskrevs av Frey 1913.  Platypalpus laestadianorum ingår i släktet Platypalpus och familjen puckeldansflugor. Arten är reproducerande i Sverige. Inga underarter finns listade i Catalogue of Life.